# (8423) Macao
(8423) Macao ist ein Asteroid des äußeren Hauptgürtels, der am 11. Januar 1997 im Rahmen des Beijing Schmidt CCD Asteroid Programs am 60/90-cm-Schmidt-Teleskop der Xinglong Station (IAU-Code 327) in der Provinz Hebei entdeckt wurde.
Der Asteroid wurde am 5. Oktober 1998 nach der Halbinsel Macau benannt.